# Erasístrato descubre la causa del mal de Antíoco
Erasístrato descubre la causa del mal de Antíoco es un óleo sobre lienzo neoclásico pintado por Jacques-Louis David en 1774 para competir en el Prix de Rome.

## Obra
La escena representada muestra el momento en que Erasístrato descubre que la enfermedad que Antíoco padece es el desamor por Estratónice de Siria, quien era la esposa de su padre Seleuco I Nicátor y por tanto, su madrastra.
Este trabajo de David fue finalmente galardonado con el Prix de Rome en 1774, después de que David perdiera varias veces consecutivas e incluso intentara suicidarse.